# Tục thờ ngựa
Tục thờ ngựa hay tín ngưỡng thờ ngựa là việc thực hành hoạt động thờ phượng, cúng bái hình tượng con ngựa bằng các phương thức khác nhau, xuất phát từ việc tồn sùng loài ngựa. Tục thờ ngựa khá phổ biến ở vùng Á-Âu. Trong tâm thức của những cư dân Á-Âu, từ con vật có thực ở đời thường, với bản tính tốt đẹp mà con người đã gán cho nó, thần thánh hóa nó, huyền thoại nó do đó, con ngựa đã trở thành hình tượng nghệ thuật, trở thành con vật linh thiêng, hoá thân vào đời sống văn hoá tâm linh và được phụng thờ.

## Trong tâm thức
Con ngựa là một con vật đặc biệt, tham gia vào biểu tượng song nghĩa, đa nghĩa. Từ chỗ là bản thể của vô thức tâm linh, là bản năng của dục vọng sâu thẳm hay cõi mịt mù của bóng tối, ngựa đã vượt lên theo từng nấc thang để thụ pháp và chuyển thể thành con vật biểu tượng của thần linh, ánh sáng của mặt trời và cũng là biểu tượng của nhân cách và trí tuệ.

### Nguồn năng lực

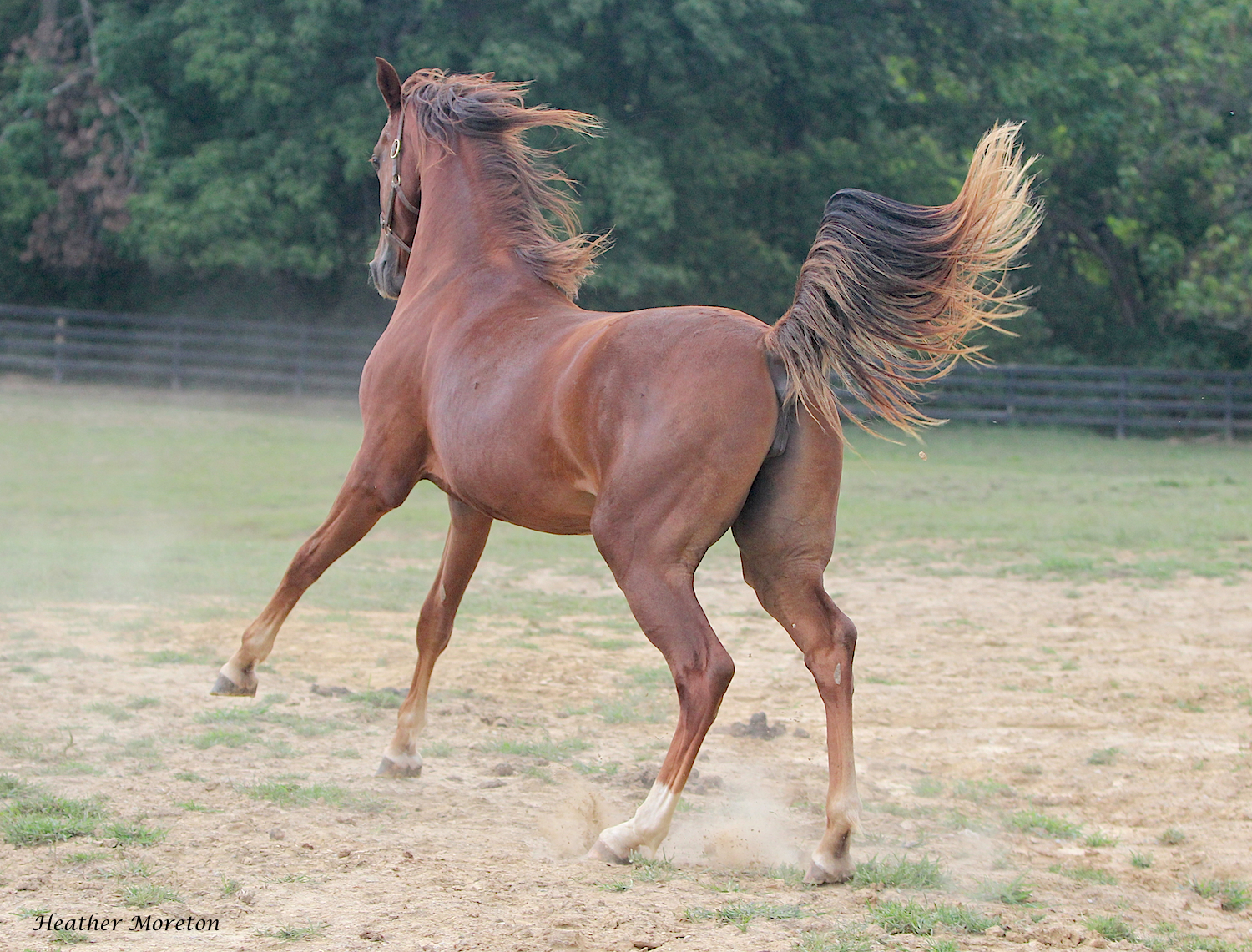
Một con ngựa đang tung vó, chúng tượng trưng cho tốc độ, năng lượng

### Sự dẫn đường

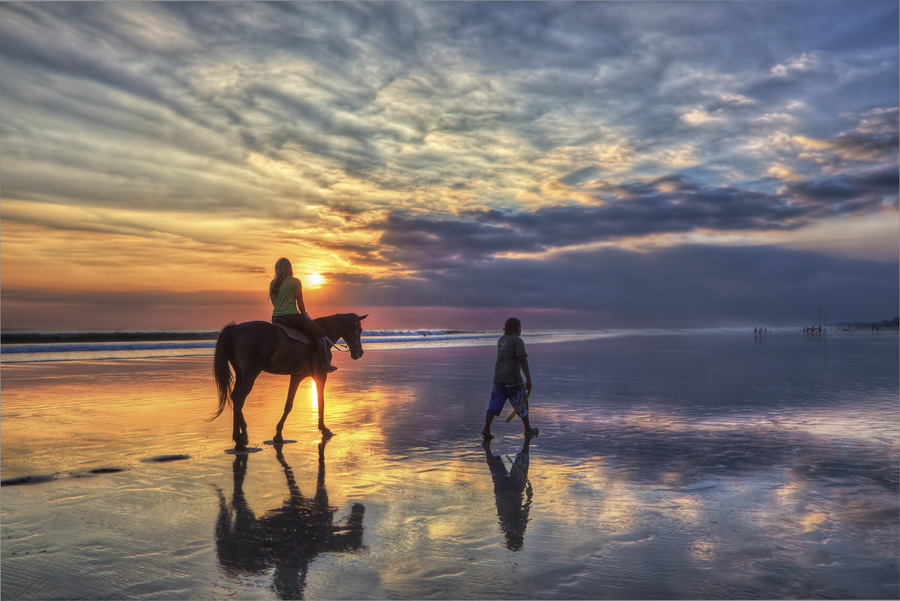
Ngựa trong tâm thức con người còn đóng vai trò của kẻ dẫn đường

### Hệ can chi

Biểu tượng Ngọ

## Trên thế giới

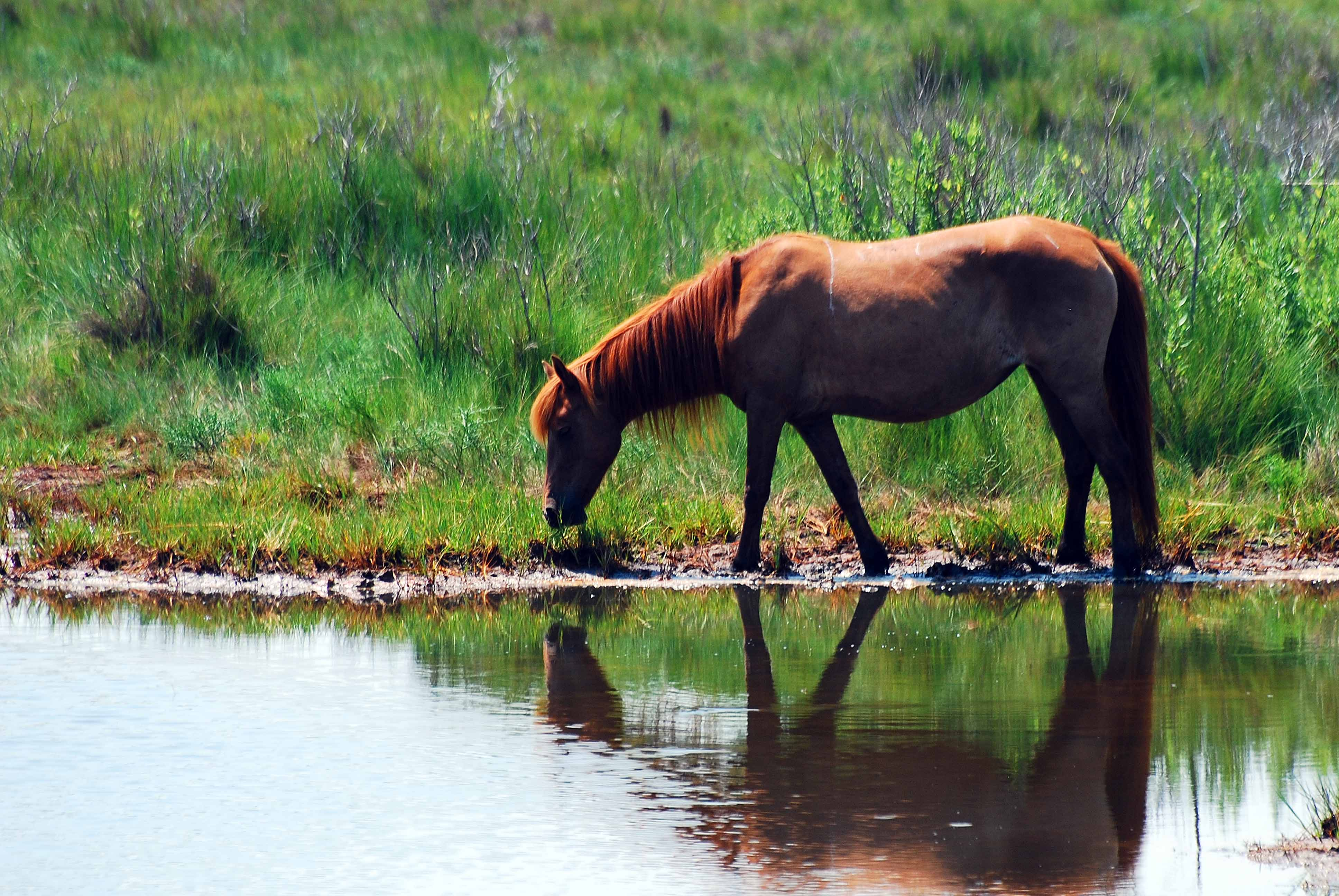
Ngựa còn tượng trung cho nguồn nước

### Ấn Độ

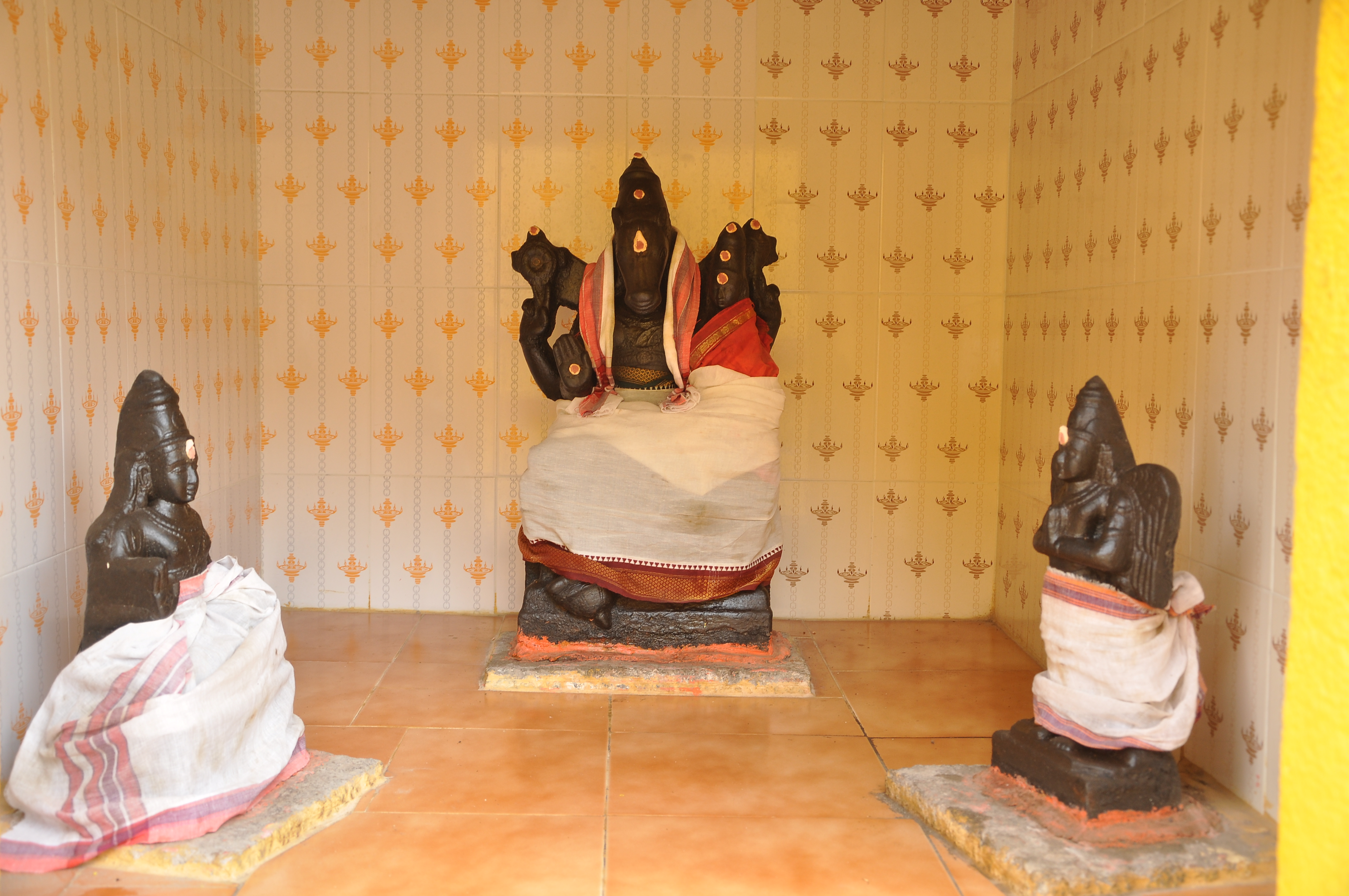
Thờ Mã Đầu Minh Vương (Hayagriva) ở Ấn Độ